# Rozstępniewo (gromada)
Rozstępniewo (od 1 I 1959 Miejska Górka) – dawna gromada, czyli najmniejsza jednostka podziału terytorialnego Polskiej Rzeczypospolitej Ludowej w latach 1954–1972.
Gromady, z gromadzkimi radami narodowymi (GRN) jako organami władzy najniższego stopnia na wsi, funkcjonowały od reformy reorganizującej administrację wiejską przeprowadzonej jesienią 1954 do momentu ich zniesienia z dniem 1 stycznia 1973, tym samym wypierając organizację gminną w latach 1954–1972.
Gromadę Rozstępniewo z siedzibą GRN w Rozstępniewie utworzono – jako jedną z 8759 gromad na obszarze Polski – w powiecie rawickim w woj. poznańskim, na mocy uchwały nr 34/54 WRN w Poznaniu z dnia 5 października 1954. W skład jednostki weszły obszary dotychczasowych gromad Gostkowo, Rozstępniewo, Roszkowo i Roszkówko ze zniesionej gminy Miejska Górka w tymże powiecie. Dla gromady ustalono 21 członków gromadzkiej rady narodowej.
Gromadę zniesiono 1 stycznia 1959 w związku z przeniesieniem siedziby GRN z Rozstępniewa do Miejskiej Górki i zmianą nazwy jednostki na gromada Miejska Górka.